# Jesper Eriksson (ishockeymålvakt)
Jesper Eriksson, född 14 augusti 1996 i Kiruna, är en svensk före detta professionell ishockeymålvakt.
Han har bl.a. spelat för Kiruna IF och Skellefteå AIK.